# 李汪涧遗址
李汪涧遗址，位于中华人民共和国山西省大同市云州区瓜园乡李汪涧村南，已列为山西省文物保护单位。

## 保护
2016年6月6日，李汪涧遗址由山西省人民政府公布为第六批山西省文物保护单位，编号6-3-1-3。